# Paweł Goga

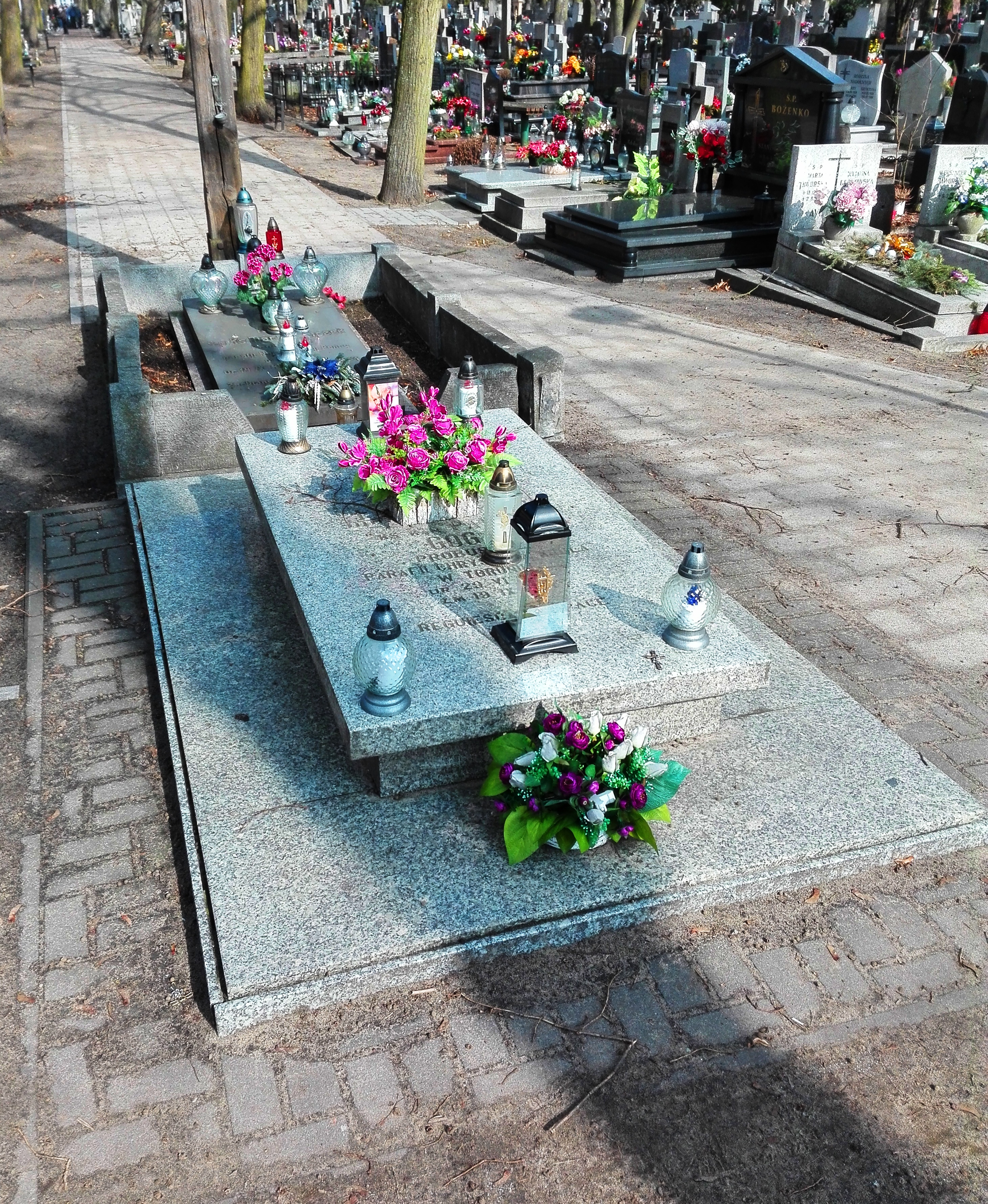
Grób ks. Pawła Gogi na cmentarzu NMP w Toruniu

Paweł Goga (ur. 29 czerwca 1900 w Sampławie, zm. 19 września 1971) – polski kapłan, proboszcz parafii Chrystusa Króla w Toruniu w latach 1948–1971.

## Biografia
Urodził się w Sampławie w powiecie lubawskim. Jego ojciec był z zawodu nauczycielem w szkole podstawowej w Sampławie. Po uzyskaniu świadectwa dojrzałości wstąpił do Wyższego Seminarium Duchownego w Pelplinie, gdzie 26 czerwca 1925 przyjął święcenia prezbiteratu. Był wikarym w parafiach m.in. w Czarnowie i w kościele św. Janów w Toruniu (przez pół roku był administratorem parafii św. Janów). 1 stycznia 1937 został administratorem parafii Chrystusa Króla w Toruniu.
W Tczewie założył Okręg Katolickiego Stowarzyszenia Młodzieży (KSM) Męskiej, w Toruniu pełnił funkcję prezesa tamtejszego okręgu KSM. Był również prezesem Stowarzyszenia Robotników Toruń Mokre oraz członkiem Miejskiego Komitetu Funduszu Pracy w Toruniu. Prowadził budowę kościoła Chrystusa Króla. Ponadto opiekował się najbiedniejszymi mieszkańcami Mokrego.
We wrześniu 1939, po wkroczeniu oddziałów Wehrmachtu do Torunia, został aresztowany i osadzony w Forcie VII. Zwolniony po kilku dniach, w październiku 1939 roku wrócił do parafii. W czasie II wojny światowej pomagał i ukrywał wielu mieszkańców Torunia oraz księży z diecezji chełmińskiej, którym groziła śmierć lub wysyłka do obozu koncentracyjnego. Mimo zakazu organizował nocne pogrzeby zmarłych na tyfus lub zamęczonych w obozie przesiedleńczym w Toruniu, tzw. „Szmalcówcę”.
W 1945 roku został aresztowany przez wojska radzieckie i wywieziony do obozu w Ciechanowie. Dzięki wsparciu parafian, którzy wymusili na władzach obozu zwolnienie księdza, ks. Goga wrócił do Torunia. Krótko po wojnie wspierał materialnie toruńskich repatriantów oraz ubogich mieszkańców Mokrego, a także spłacił długi zaciągnięte na budowę kościoła. W 1948 został proboszczem parafii Chrystusa Króla w Toruniu.
Zmarł 19 września 1971. Pochowany został na cmentarzu parafialnym NMP przy ul. Wybickiego.
Został odznaczony Złotym Krzyżem Zasługi i Odznaką Tysiąclecia Państwa Polskiego.
Jego imię nosi jedna z ulic na Mokrym.